# 大治本線料金所
大治本線料金所（おおはるほんせんりょうきんじょ）は、愛知県名古屋市中川区千音寺3丁目にある名古屋第二環状自動車道の本線料金所である。

## 概要
大治南IC - 名古屋西JCT間の外回り（名古屋南JCT方面）の高架橋上に設置され、東名阪自動車道と名古屋高速5号万場線からの流入車の料金を収受する。供用開始当初の料金所ブースは4ブースの配置だったが、のちに渋滞対策のため第二料金所が設置され、合計6ブースに増設された。その後、2021年（令和3年）5月1日に、名古屋西JCT - 飛島JCT間の開通に伴い、第二料金所が廃止および撤去され、合計4ブースとなった。

## 歴史
- 1988年（昭和63年）3月23日 : 東名阪自動車道として、清洲東IC - 名古屋西JCT間の開通により供用開始[5]。
- 2011年（平成23年）3月20日 : 所属路線名を東名阪自動車道から名古屋第二環状自動車道（名二環）に変更[6][7]。

## 料金所
- ブース数 : 4
  - ETC専用 : 2
  - ETC・一般 : 1
  - 一般 : 1

## 隣
C2 名古屋第二環状自動車道
(21)大治南IC - (23)名古屋西JCT（外回り：大治TB / 内回り：千音寺南TB） - (24)千音寺南IC